# Bruinflankvliegenvanger
De bruinflankvliegenvanger (Batis capensis) is een zangvogel uit de familie Platysteiridae (lelvliegenvangers). De vogel werd in 1766 door Carl Linnaeus beschreven en heet in het Afrikaans bosbontrokkie. 

## Kenmerken
De vogel is 12 tot 13 cm lang. Zowel het mannetje als het vrouwtje zijn bont gekleurd en hebben lichtbruine flanken, een breed zwart masker rond het oog, een grijze mantel en lichtbruine strepen op de vleugel. Het mannetje heeft een brede zwarte borstband, het vrouwtje is lichtbruin op de keel, borst en flanken.

## Verspreiding en leefgebied
Deze soort komt voor in zuidelijk Afrika en telt vier ondersoorten:
- B.c. kennedyi: zuidwestelijk Zimbabwe.
- B.c. erythrophthalma: oostelijk Zimbabwe en westelijk Mozambique.
- B.c. hollidayi: noordoostelijk Zuid-Afrika, Swaziland en zuidelijk Mozambique
- B.c. capensis: zuidelijk Zuid-Afrika.

De leefgebieden liggen in zowel natuurlijk bos als in gecultiveerd gebied tot op 2300 meter boven zeeniveau. 

## Status
De grootte van de populatie is niet gekwantificeerd maar de soort wordt omschreven als vrij algemeen. Op de Rode lijst van de IUCN heeft deze soort de status niet bedreigd.